# Eupanacra radians
Eupanacra radians är en fjärilsart som beskrevs av Gehlen. 1930. Eupanacra radians ingår i släktet Eupanacra och familjen svärmare. Inga underarter finns listade i Catalogue of Life.